# Антонюк Олександр Андрійович
Олександр Андрійович Антонюк (нар. 29 січня 1979, Луцьк) — колишній український футболіст, що виступав на позиції захисника. Відомий за виступами у низці українських клубів різних ліг, найбільш відомий за виступами за клуб «Кримтеплиця» з Криму, в якому він зіграв 150 матчів у першій українській лізі, та був капітаном команди. По закінченні кар'єри футболіста — футбольний тренер.

## Клубна кар'єра
Народився Олександр Антонюк 29 січня 1979 року в Луцьку. Розпочав займатися футболом у місцевій ДЮСШ, де його першим тренером був Володимир Байсарович. Розпочав свої виступи на футбольних полях молодий футболіст у чемпіонаті області в луцькому «Електрику», який пізніше був перейменований у ЕНКО. Дебютував у професійному футболі Антонюк у жовтні 1996 році виступами за команду зі свого рідного міста «Волинь», який саме в цьому році вибув з вищої ліги до першої. Проте в своєму першому сезоні в професійному клубі молодий футболіст зіграв лише 3 матчі за клуб, більше виступаючи за дублерів луцької команди, які грали в чемпіонаті області. Наступного сезону Олесандр Антонюк також переважно грав за дублерів «Волині», а в чемпіонаті за головну команду клубу зіграв лише 9 матчів.
Надалі футболіст отримав запрошення від вищолігових львівських «Карпат», проте грав лише за другу команду клубу, яка виступала в другій українській лізі. Не пробившись до основи команди, Антонюк прийняв пропозицію іншого вищолігового клубу — запорізького «Металурга», проте й у цьому клубі футболіст не зіграв у основному складі, виступаючи за другий склад команди, який грав у другій лізі. У серпні 2000 року Олександр Антонюк повернувся до свого рідного клубу, який змінив назву на СК «Волинь-1», і продовжував виступати в першій лізі. У луцькій команді Антонюк грав лише півроку, протягом якого зіграв 14 матчів за клуб у чемпіонаті, і прийняв запрошення команди вищої ліги — тернопільської «Ниви». Цього разу футболісту вдалось дебютувати в найвищому українському дивізіоні, проте за результатами цього чемпіонату тернополяни покинули вищу лігу. Деякий час футболіст не виступав у професійних командах, і лише із липня 2002 року став гравцем івано-франківського «Прикарпаття». Проте в цій команді він не був гравцем основи, більше грав за фарм-клуб івано-франківців з Калуша, а після невдалого виступу в чемпіонаті залишив команду, та став гравцем іншого першолігового клубу «Нафко́м» з Броварів.
Після відносно вдалого виступу команди в першій лізі Олександр Антонюк отримує запрошення від вищолігового клубу «Закарпаття» з Ужгорода. Проте в цій команді Антонюк не зумів стати гравцем основи, зігравши за рік лише 7 матчів у чемпіонаті, до того ж закарпатська команда в цьому сезоні вибула з вищої ліги до першої. Футболіст грав за ужгородський клуб ще протягом двох сезонів у першій лізі, пізніше нетривалий час грав за аматорський клуб ОДЕК з Оржева.
У вересні 2007 року Олександр Антонюк отримав запрошення від першолігового клубу «Кримтеплиця» з селища міського типу Молодіжне з Криму. У цій команді футболіст відразу ж став гравцем основи, та обраний капітаном команди. Протягом 5 років зіграв лише в чемпіонаті України 150 матчів. Проте після того, як у клубу розпочались фінансові проблеми, Антонюк покинув команду, і в серпні 2012 року знову став гравцем тернопільської «Ниви». Проте в тернопільській команді футболіст грав лише до кінця 2012 року, після чого закінчив виступи у професійному футболі.
З початку 2013 року Олександр Антонюк розпочинає працювати в ДЮСШ луцької «Волині», та паралельно грає за аматорський клуб ОДЕК, гравцем якого він вже був раніше. Пізніше він паралельно грає за аматорські клуби «Волиньагротех» з Баківців та «Ласку» з Боратина. Після організації для ймовірної заміни луцької «Волині», яка мала серйозні фінансові проблеми, команди ФК «Луцьк», деякий час виступав у складі цієї аматорської команди. Пізніше Олександр Антонюк знову грав у складі боратинської «Ласки».